# Kanzel (Saint-Clément-des-Baleines)

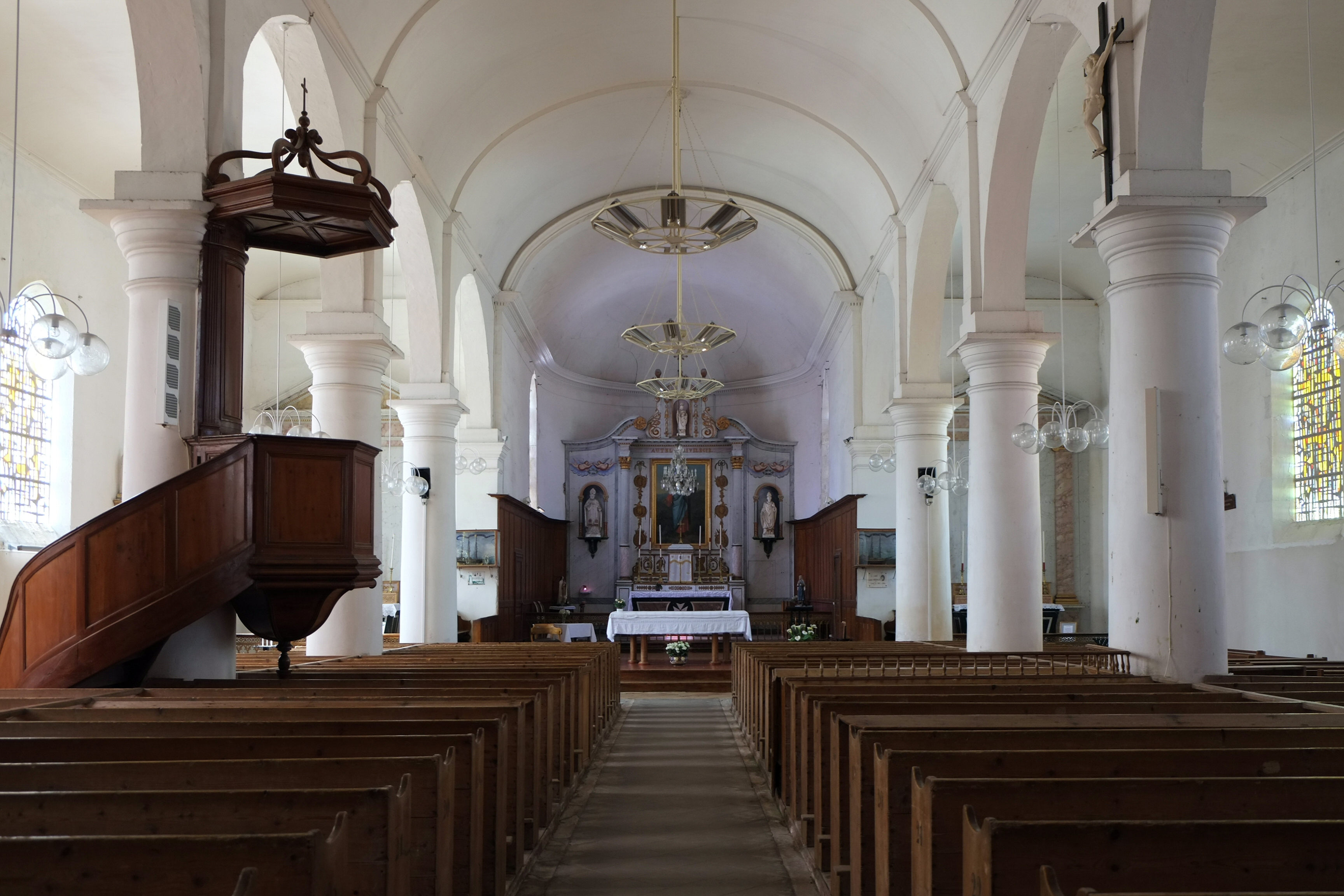
Kanzel in Saint-Clément-des-Baleines

Die Kanzel in der Kirche St-Clément in Saint-Clément-des-Baleines, einer französischen Gemeinde im Département Charente-Maritime der Region Nouvelle-Aquitaine, wurde 1842 geschaffen. Die Kanzel aus Holz wurde 1977 als Monument historique in die Liste der geschützten Objekte (Base Palissy) in Frankreich aufgenommen.
Die Kanzel mit einer Höhe von 4,38 Metern wurde vermutlich vom Kunstschreiner Augustin Mercier geschaffen. Auf einem schlanken, runden Fuß steht der schlichte Kanzelkorb mit einer Kanzelwand ohne jeden Schmuck. Lediglich der Schalldeckel ist mit gebogenen Hölzern versehen, er wird von einem Kreuz bekrönt.